# ضریب شدت تنش

مختصات قطبی در نوک ترک.

ضریب شدت تنش، {\displaystyle K}، در مکانیک شکست برای پیش بینی وضعیت تنش (شدت تنش) در نزدیکی نوک ترک یا شکاف ناشی از بار از راه دور یا تنش‌های پسماند به کار می‌رود. ضریب شدت تنش یک ساختهٔ نظری است که معمولاً برای یک ماده الاستیک خطی و همگن اعمال می شود و به عنوان یک معیار شکست برای مواد ترد استفاده می‌شود. همچنین یک تکنیک مهم در مبحث حد مجاز آسیب است. این مفهوم همچنین برای موادی که تسلیم در مقیاس کوچک در نوک ترک دارند می‌تواند به کار رود.
بزرگی {\displaystyle K} به هندسه نمونه، اندازه و محل ترک یا شکاف، و بزرگی و توزیع بار روی ماده بستگی دارد.که می توان آن را به صورت زیر نوشت:
{\displaystyle K=\sigma {\sqrt {\pi a}}\,f(a/W)}
که {\displaystyle f(a/W)} تابعی از طول ترک، {\displaystyle a}، و عرض نمونه، {\displaystyle W}، و تنش اعمال شده،{\displaystyle \sigma } ، است که وابسته به هندسه نمونه می‌باشد.
تئوری الاستیک خطی پیش‌بینی می‌کند که توزیع تنش ({\displaystyle \sigma _{ij}}) نزدیک نوک ترک، در مختصات قطبی ( {\displaystyle r,\theta } ) با مبدأ نوک ترک، به شکل زیر است 
{\displaystyle \sigma _{ij}(r,\theta )={\frac {K}{\sqrt {2\pi r}}}\,f_{ij}(\theta )+\,\,{\rm {higher\,order\,terms}}}
که {\displaystyle K} ضریب شدت تنش است (با واحد تنش {\displaystyle \times } طول 1/2 ) و {\displaystyle f_{ij}} یک کمیت بدون بعد است که با بارگذاری و هندسه تغییر می کند. از لحاظ نظری، هنگامی که {\displaystyle r} به سمت 0 می‌رود، استرس {\displaystyle \sigma _{ij}} به سمت {\displaystyle \infty } می‌رود و منجر به تکین شدن استرس می شود. با این حال، در عمل، این رابطه در نزدیکی نوک ({\displaystyle r} کوچک) برقرار نیست. زیرا پلاستیسیته در تنش‌های بیشتر از استحکام تسلیم ماده رخ می‌دهد و روش الاستیک خطی کارایی خود را از دست می‌دهد. با این وجود، اگر ناحیه پلاستیک نوک ترک در مقایسه با طول ترک کوچک باشد، توزیع تنش مجانبی در نزدیکی نوک ترک همچنان قابل اعمال است.

## ضریب شدت تنش برای حالت‌های مختلف

حالت I، حالت II و حالت III در بارگذاری ترک.

در سال 1957، جی. اروین دریافت که تنش‌های اطراف ترک را می‌توان بر حسب یک عامل مقیاس به نام ضریب شدت تنش بیان کرد . او دریافت که یک ترک تحت هر بارگذاری دلخواه می تواند به سه نوع حالت مستقل خطی تجزیه شود. این نوع بارگذاری‌ها همانطور که در شکل نشان داده شده است با عنوان حالت‌های I یا II یا III طبقه‌بندی می‌شوند. حالت I یک حالت باز‌شونده (کششی) است که در آن سطوح ترک مستقیماً از هم جدا می شوند. حالت II یک حالت لغزشی ( برشی درون صفحه) است که در آن سطوح ترک بر روی یکدیگر در جهت عمود بر لبه جلویی ترک می‌لغزند. حالت III حالت پارگی (برشی برون صفحه) است که در آن سطوح ترک نسبت به یکدیگر و موازی با لبه جلویی ترک، حرکت می کنند. حالت I رایج ترین نوع بارگذاری است که در طراحی مهندسی با آن مواجه می‌شویم.
پایین‌نویس‌های مختلفی برای تمایز ضریب شدت تنش برای سه حالت مختلف استفاده می‌شود. ضریب شدت تنش برای حالت I، {\displaystyle K_{\rm {I}}} تعیین شده است و در حالت باز شدن ترک استفاده می‌شود. ضریب شدت تنش حالت II، {\displaystyle K_{\rm {II}}}، برای حالت لغزش ترک و ضریب شدت تنش حالت III، {\displaystyle K_{\rm {III}}}، برای حالت پارگی استفاده می‌شود. این عوامل به این صورت تعریف می شوند:
{\displaystyle {\begin{aligned}K_{\rm {I}}&=\lim _{r\rightarrow 0}{\sqrt {2\pi r}}\,\sigma _{yy}(r,0)\\K_{\rm {II}}&=\lim _{r\rightarrow 0}{\sqrt {2\pi r}}\,\sigma _{yx}(r,0)\\K_{\rm {III}}&=\lim _{r\rightarrow 0}{\sqrt {2\pi r}}\,\sigma _{yz}(r,0)\,.\end{aligned}}}

## رابطه با سرعت آزادسازی انرژی و J-انتگرال
در شرایط تنش صفحه‌ای، نرخ آزادسازی انرژی کرنش ({\displaystyle G}) برای یک ترک در حالت خالص I یا II با ضریب شدت تنش مرتبط است:
{\displaystyle G_{\rm {I}}=K_{\rm {I}}^{2}\left({\frac {1}{E}}\right)}
{\displaystyle G_{\rm {II}}=K_{\rm {II}}^{2}\left({\frac {1}{E}}\right)}
که {\displaystyle E} مدول یانگ و {\displaystyle \nu } نسبت پواسون ماده است. که همسانگرد، همگن و الاستیک خطی فرض می‌شود. همچنین فرض شده است که ترک در امتداد جهت ترک اولیه رشد می‌کند.
برای شرایط کرنش صفحه‌ای، رابطهٔ معادل، کمی پیچیده‌تر است:
{\displaystyle G_{\rm {I}}=K_{\rm {I}}^{2}\left({\frac {1-\nu ^{2}}{E}}\right)\,}
{\displaystyle G_{\rm {II}}=K_{\rm {II}}^{2}\left({\frac {1-\nu ^{2}}{E}}\right)\,.}
برای بارگذاری خالص حالت III،
{\displaystyle G_{\rm {III}}=K_{\rm {III}}^{2}\left({\frac {1}{2\mu }}\right)=K_{\rm {III}}^{2}\left({\frac {1+\nu }{E}}\right)}
که {\displaystyle \mu } مدول برشی است. برای حالت کلی بارگذاری در کرنش صفحه‌ای، ترکیب خطی برقرار است:
{\displaystyle G=G_{\rm {I}}+G_{\rm {II}}+G_{\rm {III}}\,.}
رابطهٔ مشابهی برای تنش صفحه‌ای، با جمع کردن مقدار هر سه حالت به دست می‌آید.
روابط فوق می‌تواند برای مربوط کردن انتگرال J به ضریب شدت تنش استفاده شود. زیرا
{\displaystyle G=J=\int _{\Gamma }\left(W~dx_{2}-\mathbf {t} \cdot {\cfrac {\partial \mathbf {u} }{\partial x_{1}}}~ds\right)\,.}

## ضریب شدت تنش بحرانی
ضریب شدت تنش، {\displaystyle K}، پارامتری است که بزرگی تنش اعمال شده را بیشتر می‌کند که شامل پارامتر هندسی {\displaystyle Y} (نوع بار) است. شدت تنش در هر حالت مستقیماً با بار اعمال شده به ماده متناسب است. اگر بتوان یک ترک بسیار تیز، یا یک شکاف V شکل در یک ماده ایجاد کرد، حداقل مقدار {\displaystyle K_{\mathrm {I} }} را می‌توان به صورت تجربی تعیین کرد، که همان مقدار بحرانی شدت تنش مورد نیاز برای انتشار ترک است. این مقدار بحرانی که برای بارگذاری حالت I در کرنش صفحه‌ای تعیین شده، چقرمگی شکست بحرانی ({\displaystyle K_{\mathrm {Ic} }}) ماده نامیده می شود. واحد {\displaystyle K_{\mathrm {Ic} }}  تنش ضربدر ریشه طول است (مثلاً MN/m 3/2). واحد {\displaystyle K_{\mathrm {Ic} }} نشان می‌دهد که تنش شکست ماده در فاصله‌ای بحرانی باید به {\displaystyle K_{\mathrm {Ic} }} برسد تا ترک منتشر شود. ضریب شدت تنش بحرانی حالت I، {\displaystyle K_{\mathrm {Ic} }}، متداول ترین پارامتر طراحی مهندسی در مکانیک شکست است و از این رو اگر بخواهیم مواد مقاوم به شکست را طراحی کنیم که در پل ها، ساختمان‌ها، هواپیماها یا حتی ناقوس‌ها استفاده می‌شود، باید آن را درک کنیم.                                                             
با پولیش کردن نمی‌توان ترک را تشخیص داد. به طور معمول، اگر یک ترک را بتوان دید، بسیار نزدیک به حالت تنش بحرانی است که توسط ضریب شدت تنش پیش‌بینی می‌شود.

### معیار G
معیار G یک معیار شکست است که ضریب شدت تنش بحرانی (یا چقرمگی شکست) را به ضرایب شدت تنش برای سه حالت مرتبط می‌کند. این معیار شکست به صورت 
{\displaystyle K_{\rm {c}}^{2}=K_{\rm {I}}^{2}+K_{\rm {II}}^{2}+{\frac {E'}{2\mu }}\,K_{\rm {III}}^{2}}
نوشته می‌شود که {\displaystyle K_{\rm {c}}} چقرمگی شکست، {\displaystyle E'=E/(1-\nu ^{2})} (برای کرنش صفحه‌ای) و {\displaystyle E'=E} (برای تنش صفحه‌ای) است. ضریب شدت تنش بحرانی برای تنش صفحه‌ای اغلب به صورت {\displaystyle K_{\rm {c}}} نوشته می‌شود.

## مثال‌ها

### صفحهٔ نامتناهی: تنش تک محوری یکنواخت
| ضریب شدت تنش برای یک ترک مستقیم فرضی به طول {\displaystyle 2a} و عمود بر جهت بارگذاری، در یک صفحه نامتناهی، دارای میدان تنش یکنواخت {\displaystyle K_{\mathrm {I} }=\sigma {\sqrt {\pi a}}} است. |

### ترک سکه مانند در دامنهٔ نامتناهی
| ضریب شدت تنش در نوک یک ترک سکه مانند با شعاع {\displaystyle a} در یک دامنه نامتناهی تحت کشش تک محوری {\displaystyle \sigma }برابر {\displaystyle K_{\rm {I}}={\frac {2}{\pi }}\sigma {\sqrt {\pi a}}\,.} است. |

### صفحه محدود: تنش تک محوری یکنواخت
| اگر ترک در مرکز در یک صفحهٔ محدود با عرض {\displaystyle 2b} و ارتفاع {\displaystyle 2h} قرار گرفته باشد، یک رابطه تقریبی برای ضریب شدت تنش {\displaystyle K_{\rm {I}}=\sigma {\sqrt {\pi a}}\left[{\cfrac {1-{\frac {a}{2b}}+0.326\left({\frac {a}{b}}\right)^{2}}{\sqrt {1-{\frac {a}{b}}}}}\right]\,.} است. اگر ترک در مرکز عرض قرار نگیرد({\displaystyle d\neq b})، ضریب شدت تنش در مکان A را می‌توان با بسط سری {\displaystyle K_{\rm {IA}}=\sigma {\sqrt {\pi a}}\left[1+\sum _{n=2}^{M}C_{n}\left({\frac {a}{b}}\right)^{n}\right]} که در آن ضرایب {\displaystyle C_{n}} را می‌توان از طریق برازش به منحنی‌های شدت تنش، برای مقادیر مختلف {\displaystyle d} پیدا کرد. یک رابطهٔ مشابه (اما نه یکسان) را می‌توان برای نوک B ترک یافت. رابطه‌های جایگزین برای ضرایب شدت تنش در A و B عبارتند از {\displaystyle K_{\rm {IA}}=\sigma {\sqrt {\pi a}}\,\Phi _{A}\,\,,K_{\rm {IB}}=\sigma {\sqrt {\pi a}}\,\Phi _{B}} که در آن {\displaystyle {\begin{aligned}\Phi _{A}&:=\left[\beta +\left({\frac {1-\beta }{4}}\right)\left(1+{\frac {1}{4{\sqrt {\sec \alpha _{A}}}}}\right)^{2}\right]{\sqrt {\sec \alpha _{A}}}\\\Phi _{B}&:=1+\left[{\frac {{\sqrt {\sec \alpha _{AB}}}-1}{1+0.21\sin \left\{8\,\tan ^{-1}\left[\left({\frac {\alpha _{A}-\alpha _{B}}{\alpha _{A}+\alpha _{B}}}\right)^{0.9}\right]\right\}}}\right]\end{aligned}}} با {\displaystyle \beta :=\sin \left({\frac {\pi \alpha _{B}}{\alpha _{A}+\alpha _{B}}}\right)~,~~\alpha _{A}:={\frac {\pi a}{2d}}~,~~\alpha _{B}:={\frac {\pi a}{4b-2d}}~;~~\alpha _{AB}:={\frac {4}{7}}\,\alpha _{A}+{\frac {3}{7}}\,\alpha _{B}\,.} در عبارات فوق {\displaystyle d}، فاصلهٔ مرکز ترک تا نزدیکترین مرز به نقطه A است. توجه داشته باشید که وقتی {\displaystyle d=b} عبارات بالا به عبارت تقریبی برای یک ترک مرکزی ساده نمی‌شوند. |

### ترک روی لبه در صفحه تحت تنش تک محوری
| برای یک صفحه دارای ابعاد {\displaystyle 2h\times b} دارای یک ترک لبه‌ای به طول {\displaystyle a}، در صورتی که ابعاد صفحه به گونه ای باشد که {\displaystyle h/b\geq 0.5} و {\displaystyle a/b\leq 0.6} ضریب شدت تنش در نوک ترک تحت تنش تک محوری {\displaystyle \sigma } است {\displaystyle K_{\rm {I}}=\sigma {\sqrt {\pi a}}\left[1.122-0.231\left({\frac {a}{b}}\right)+10.55\left({\frac {a}{b}}\right)^{2}-21.71\left({\frac {a}{b}}\right)^{3}+30.382\left({\frac {a}{b}}\right)^{4}\right]\,.} برای هنگامی که {\displaystyle h/b\geq 1} و {\displaystyle a/b\geq 0.3}، ضریب شدت تنش را می‌توان توسط رابطه {\displaystyle K_{\rm {I}}=\sigma {\sqrt {\pi a}}\left[{\frac {1+3{\frac {a}{b}}}{2{\sqrt {\pi {\frac {a}{b}}}}\left(1-{\frac {a}{b}}\right)^{3/2}}}\right]\,} تقریب زد. |

### صفحهٔ نامتناهی: ترک مورب در میدان تنش دو محوری
| برای یک ترک مورب به طول {\displaystyle 2a} در یک میدان تنش دو محوره با تنش {\displaystyle \sigma } در جهت {\displaystyle y} و {\displaystyle \alpha \sigma } در جهت {\displaystyle x}، ضرایب شدت تنش {\displaystyle {\begin{aligned}K_{\rm {I}}&=\sigma {\sqrt {\pi a}}\left(\cos ^{2}\beta +\alpha \sin ^{2}\beta \right)\\K_{\rm {II}}&=\sigma {\sqrt {\pi a}}\left(1-\alpha \right)\sin \beta \cos \beta \end{aligned}}} هستند به طوری که {\displaystyle \beta }، زاویه ایجاد شده توسط ترک با محور {\displaystyle x} است. |

### ترک در یک صفحه تحت نیروی نقطه‌ای در صفحه
| یک صفحه با ابعاد {\displaystyle 2h\times 2b} حاوی یک ترک به طول {\displaystyle 2a} را در نظر بگیرید. یک نیروی نقطه‌ای با مؤلفه‌های {\displaystyle F_{x}} و {\displaystyle F_{y}} در نقطه ( {\displaystyle x,y} ) در صفحه اعمال می‌شود. برای شرایطی که صفحه در مقایسه با اندازه ترک بزرگ است و محل نیرو نسبتاً نزدیک به ترک است، یعنی {\displaystyle h\gg a} ، {\displaystyle b\gg a} ، {\displaystyle x\ll b} ، {\displaystyle y\ll h} ، صفحه را می توان نا‌متناهی در نظر گرفت. در آن صورت، برای ضریب شدت تنش حاصل از {\displaystyle F_{x}} در نوک ترک B ( {\displaystyle x=a}) {\displaystyle {\begin{aligned}K_{\rm {I}}&={\frac {F_{x}}{2{\sqrt {\pi a}}}}\left({\frac {\kappa -1}{\kappa +1}}\right)\left[G_{1}+{\frac {1}{\kappa -1}}H_{1}\right]\\K_{\rm {II}}&={\frac {F_{x}}{2{\sqrt {\pi a}}}}\left[G_{2}+{\frac {1}{\kappa +1}}H_{2}\right]\end{aligned}}} هستند. به طوری که {\displaystyle {\begin{aligned}G_{1}&=1-{\text{Re}}\left[{\frac {a+z}{\sqrt {z^{2}-a^{2}}}}\right]\,,\,\,G_{2}=-{\text{Im}}\left[{\frac {a+z}{\sqrt {z^{2}-a^{2}}}}\right]\\H_{1}&={\text{Re}}\left[{\frac {a({\bar {z}}-z)}{({\bar {z}}-a){\sqrt {{\bar {z}}^{2}-a^{2}}}}}\right]\,,\,\,H_{2}=-{\text{Im}}\left[{\frac {a({\bar {z}}-z)}{({\bar {z}}-a){\sqrt {{\bar {z}}^{2}-a^{2}}}}}\right]\end{aligned}}} با {\displaystyle z=x+iy} ، {\displaystyle {\bar {z}}=x-iy} ، {\displaystyle \kappa =3-4\nu } برای کرنش صفحه‌ای، {\displaystyle \kappa =(3-\nu )/(1+\nu )} برای تنش صفحه‌ای، و {\displaystyle \nu } نسبت پواسون. ضرایب شدت تنش برای {\displaystyle F_{y}} در نوک B {\displaystyle {\begin{aligned}K_{\rm {I}}&={\frac {F_{y}}{2{\sqrt {\pi a}}}}\left[G_{2}-{\frac {1}{\kappa +1}}H_{2}\right]\\K_{\rm {II}}&=-{\frac {F_{y}}{2{\sqrt {\pi a}}}}\left({\frac {\kappa -1}{\kappa +1}}\right)\left[G_{1}-{\frac {1}{\kappa -1}}H_{1}\right]\,.\end{aligned}}} هستند. ضرایب شدت تنش در نوک A ({\displaystyle x=-a}) را می توان از روابط فوق تعیین کرد. برای بار {\displaystyle F_{x}} در محل {\displaystyle (x,y)}، {\displaystyle K_{\rm {I}}(-a;x,y)=-K_{\rm {I}}(a;-x,y)\,,\,\,K_{\rm {II}}(-a;x,y)=K_{\rm {II}}(a;-x,y)\,.} به طور مشابه برای بار {\displaystyle F_{y}}، {\displaystyle K_{\rm {I}}(-a;x,y)=K_{\rm {I}}(a;-x,y)\,,\,\,K_{\rm {II}}(-a;x,y)=-K_{\rm {II}}(a;-x,y)\,.} | {\displaystyle F_{x}} · {\displaystyle F_{y}} |

### ترک بارگذاری شده در صفحه
| اگر ترک توسط نیروی نقطه‌ای {\displaystyle F_{y}} واقع شده در {\displaystyle y=0} و {\displaystyle -a<x<a} بارگذاری شود، ضرایب شدت تنش در نقطه B عبارتند از {\displaystyle K_{\rm {I}}={\frac {F_{y}}{2{\sqrt {\pi a}}}}{\sqrt {\frac {a+x}{a-x}}}\,,\,\,K_{\rm {II}}=-{\frac {F_{x}}{2{\sqrt {\pi a}}}}\left({\frac {\kappa -1}{\kappa +1}}\right)\,.} اگر نیرو به طور یکنواخت بین {\displaystyle -a<x<a} توزیع شده باشد، سپس ضریب شدت تنش در نوک B برابر است با {\displaystyle K_{\rm {I}}={\frac {1}{2{\sqrt {\pi a}}}}\int _{-a}^{a}F_{y}(x)\,{\sqrt {\frac {a+x}{a-x}}}\,{\rm {d}}x\,,\,\,K_{\rm {II}}=-{\frac {1}{2{\sqrt {\pi a}}}}\left({\frac {\kappa -1}{\kappa +1}}\right)\int _{-a}^{a}F_{y}(x)\,{\rm {d}}x,\,.} |

### نمونه کششی فشرده
| ضریب شدت تنش در نوک ترک یک نمونه کششی فشرده {\displaystyle {\begin{aligned}K_{\rm {I}}&={\frac {P}{B}}{\sqrt {\frac {\pi }{W}}}\left[16.7\left({\frac {a}{W}}\right)^{1/2}-104.7\left({\frac {a}{W}}\right)^{3/2}+369.9\left({\frac {a}{W}}\right)^{5/2}\right.\\&\qquad \left.-573.8\left({\frac {a}{W}}\right)^{7/2}+360.5\left({\frac {a}{W}}\right)^{9/2}\right]\end{aligned}}} است که {\displaystyle P} بار اعمال شده، {\displaystyle B} ضخامت نمونه، {\displaystyle a} طول ترک و {\displaystyle W} عرض نمونه است. |

### نمونه خمشی شکاف تک لبه
| ضریب شدت تنش در نوک ترک یک نمونه خمشی شکاف تک لبه {\displaystyle {\begin{aligned}K_{\rm {I}}&={\frac {4P}{B}}{\sqrt {\frac {\pi }{W}}}\left[1.6\left({\frac {a}{W}}\right)^{1/2}-2.6\left({\frac {a}{W}}\right)^{3/2}+12.3\left({\frac {a}{W}}\right)^{5/2}\right.\\&\qquad \left.-21.2\left({\frac {a}{W}}\right)^{7/2}+21.8\left({\frac {a}{W}}\right)^{9/2}\right]\end{aligned}}} که {\displaystyle P} بار اعمال شده، {\displaystyle B} ضخامت نمونه، {\displaystyle a} طول ترک و {\displaystyle W} عرض نمونه است. |

## مراجع
1. ↑  Anderson, T. L. (2005). Fracture mechanics: fundamentals and applications. CRC Press.
2. ↑  Soboyejo, W. O. (2003). "11.6.2 Crack Driving Force and Concept of Similitude". Mechanical properties of engineered materials. Marcel Dekker. ISBN 0-8247-8900-8. OCLC 300921090.
3. ↑  Janssen, M. (Michael) (2004). Fracture mechanics. Zuidema, J. (Jan), Wanhill, R. J. H. (2nd ed.). London: Spon Press. p. 41. ISBN 0-203-59686-2. OCLC 57491375.
4. ↑  Soboyejo, W. O. (2003). "11.6.2 Crack Driving Force and Concept of Similitude". Mechanical properties of engineered materials. Marcel Dekker. ISBN 0-8247-8900-8. OCLC 300921090.
5. ↑  Janssen, M. (Michael) (2004). Fracture mechanics. Zuidema, J. (Jan), Wanhill, R. J. H. (2nd ed.). London: Spon Press. p. 41. ISBN 0-203-59686-2. OCLC 57491375.
6. ↑  The Stress Analysis of Cracks Handbook (3rd ed.). American Society of Mechanical Engineers. February 2000.
7. 1 2  Liu, M.;  et al. (2015). "An improved semi-analytical solution for stress at round-tip notches" (PDF). Engineering Fracture Mechanics. 149: 134–143.
8. 1 2  Suresh, S. (2004). Fatigue of Materials. Cambridge University Press. ISBN 978-0-521-57046-6.
9. ↑  Hiroshi Tada; P. C. Paris; George R. Irwin (February 2000). The Stress Analysis of Cracks Handbook (3rd ed.). American Society of Mechanical Engineers.
10. 1 2 3 4 5 6  Rooke, D. P.; Cartwright, D. J. (1976). Compendium of stress intensity factors. HMSO Ministry of Defence. Procurement Executive.
11. ↑  Kundu, Tribikram (2008-01-30). Fundamentals of Fracture Mechanics. doi:10.1201/9781439878057. ISBN 9780429110054.
12. ↑  Sih, G. C.; Macdonald, B. (1974), "Fracture mechanics applied to engineering problems-strain energy density fracture criterion", Engineering Fracture Mechanics, 6 (2): 361–386, doi:10.1016/0013-7944(74)90033-2
13. ↑  Anderson, T. L. (2005). Fracture mechanics: fundamentals and applications. CRC Press.
14. ↑  Isida, M., 1966, Stress intensity factors for the tension of an eccentrically cracked strip, Transactions of the ASME Applied Mechanics Section, v. 88, p.94.
15. ↑  Kathiresan, K.; Brussat, T. R.; Hsu, T. M. (1984). Advanced life analysis methods. Crack Growth Analysis Methods for Attachment Lugs. Flight Dynamics Laboratory, Air Force Wright Aeronautical Laboratories, AFSC W-P Air Force Base, Ohio.
16. ↑  Liu, M.;  et al. (2015). "An improved semi-analytical solution for stress at round-tip notches" (PDF). Engineering Fracture Mechanics. 149: 134–143.
17. ↑  Rooke, D. P.; Cartwright, D. J. (1976). Compendium of stress intensity factors. HMSO Ministry of Defence. Procurement Executive.
18. 1 2  Sih, G. C.; Paris, P. C. & Erdogan, F. (1962), "Crack-tip stress intensity factors for the plane extension and plate bending problem", Journal of Applied Mechanics, 29: 306–312, Bibcode:1962JAM....29..306S, doi:10.1115/1.3640546
19. ↑  Erdogan, F. (1962), "On the stress distribution in plates with collinear cuts under arbitrary loads", Proceedings of the Fourth US National Congress of Applied Mechanics, 1: 547–574
20. 1 2  Bower, A. F. (2009). Applied mechanics of solids. CRC Press.